# Prawo dyscyplinarne
Prawo dyscyplinarne – zespół przepisów prawnych normujących kwestie odpowiedzialności za czyny naruszające obowiązki służbowe i rodzaje kar za te czyny oraz zasady i tryb postępowania w przypadku stwierdzenia naruszenia obowiązków służbowych.
W ustawach zwrot odpowiedzialność dyscyplinarna odnosi się do odpowiedzialności pracowników (np. w zakładach pracy) i osób wykonujących określony zawód (odpowiedzialność zawodowa). Czasami termin ten dotyczy odpowiedzialności osób o innym niż zawodowo określonym statusie, np. studentów.